# Gunnarstenarna
Gunnarstenarna är en ögrupp bestående av sex mindre öar 5 sjömil sydost om Järflotta i Nynäshamns kommun. Öarna är kala klippöar med lågvuxen buskvegetation i sänkorna. Gunnarstenarnas ensliga läge har gjort den till en av de viktigaste häckningsplatserna på ostkusten för fågelarter som tordmule, silvertärna och den hotade silltruten. På den ostligaste ön Hällorna står Gunnarstenarnas fyr. Gunnarstenarna ingår i Järflotta naturreservat.
Gunnarsstenarna hade i äldre tider betydelse som en av de viktigaste platserna i Stockholms skärgård för säsongsfiske. Utifrån skattelängderna från 1559 bör det ha legat över 100 båtar på fiske här. Ännu under 1800-talet låg här vanligen 10 båtar från Trosa och 6 från Ösmo och övriga Södertörn. Arkeologiska undersökningar av tomtningar på öarna visar att dessa kan vara så gamla som från 800- och 900-talen och att säsongsfisket pågått mycket länge.
På den största ön Norrskär fanns som mest ett tiotal fiskebodar. Länge stod tre bodar kvar för att ge skydd åt fiskare och nödställda vid öarna men numera finns endast grunderna kvar. Ivar Lo-Johansson har i novellen Gunnarstenarna beskrivit livet på öarna i äldre tid. Han berättar även att Järflottas torpare på Långudden var ålagd att se till att det alltid fanns fem kakor bröd, salt, eldstål och flinta i en av bodarna.

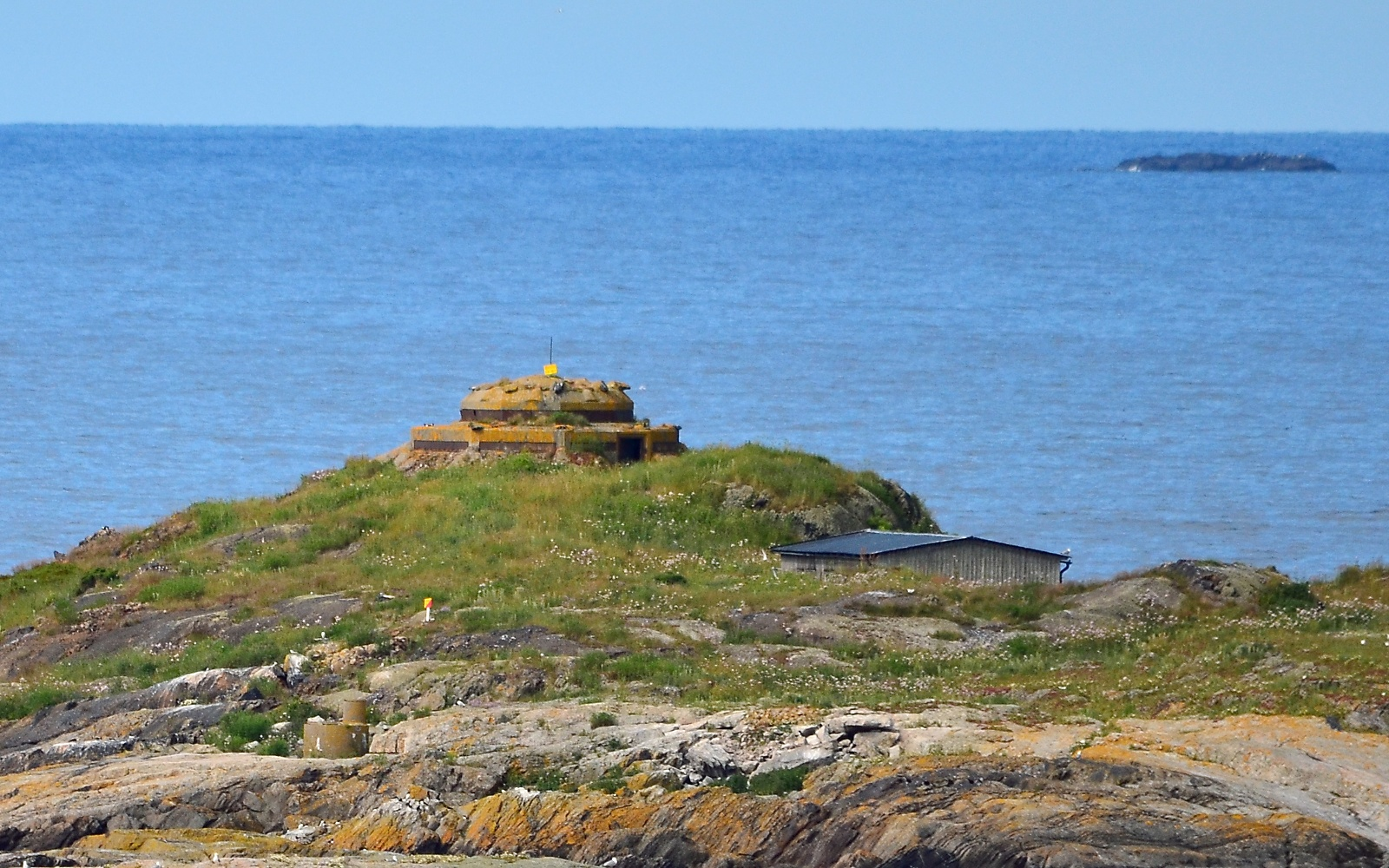
Förutom fyren på Hällorna finns det även bebyggelse på Altarskär, en bevakningsbunker och en liten stuga.

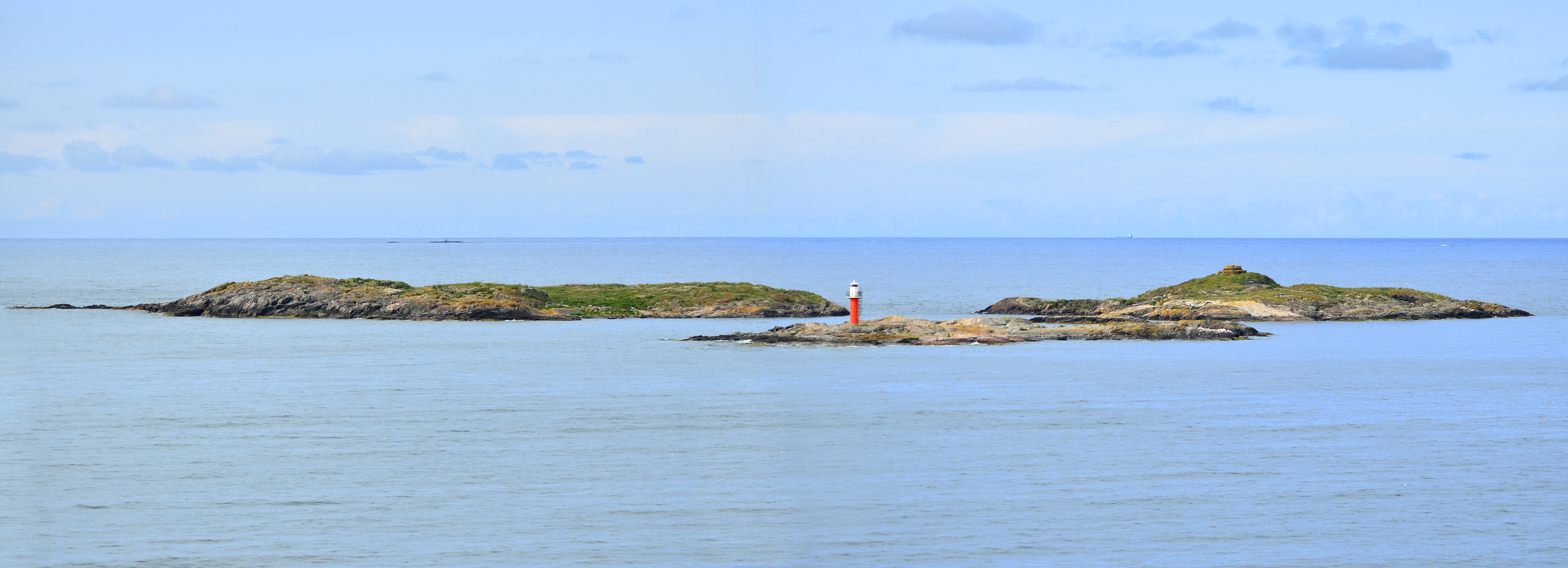
Från vänster till höger; Söderskär, Hällorna och Altarskär. I bakgrunden skymtar sjömärket på Yttre Karvasen.